# Gran Premio de Suecia de Motociclismo de 1974
El Gran Premio de Suecia de Motociclismo de 1974 fue la octava prueba de la temporada 1974 del Campeonato Mundial de Motociclismo. El Gran Premio se disputó el 21 y 22 de julio de 1974 en el Circuito de Anderstorp.

## Resultados 500cc
En la carrera de la categoría reina que se disputó el sábado, el italiano Giacomo Agostini sufrió una aparatosa caída en la que se rompería la clavícula y le impediría disputar los siguientes dos Grandes Premios. La caída se produjo cuando Agostini iba a estela del británico Barry Sheene y este último se le clavó la caja de cambios con lo que los dos se fueron al talud de arena. Así las cosas, la carrera fue ganada por el finlandés Teuvo Länsivuori seguido de Phil Read y el también finlandés Pentti Korhonen.
| Pos.    | Piloto            | Moto          | Tiempo      | Pts. |
| ------- | ----------------- | ------------- | ----------- | ---- |
| 1       | Teuvo Länsivuori  | Yamaha        | 49' 22" 214 | 15   |
| 2       | Phil Read         | MV Agusta     | +26" 625    | 12   |
| 3       | Pentti Korhonen   | Yamaha        | +31" 756    | 10   |
| 4       | Gianfranco Bonera | MV Agusta     | +35" 516    | 8    |
| 5       | Karl Auer         | Yamaha        | +55" 690    | 6    |
| 6       | Billie Nelson     | Yamaha        | +1' 32" 163 | 5    |
| 7       | Werner Giger      | Yamaha        | +1' 35" 221 | 4    |
| 8       | Víctor Palomo     | Yamaha        | +1' 35" 246 | 3    |
| 9       | Tom Herron        | Yamaha        |             | 2    |
| 10      | John Williams     | Yamaha        | +1 Vuelta   | 1    |
| 11      | Børge Nielsen     | Yamaha        | +1 Vuelta   |      |
| 12      | Alex George       | Yamaha        | +1 Vuelta   |      |
| 13      | Guido Mandracci   | Suzuki        | +1 Vuelta   |      |
| 14      | Lars Johansson    | Yamaha        | +2 Vueltas  |      |
| 15      | Roland Nilsson    | Yamaha        | +2 Vueltas  |      |
| 16      | Rolf Stahle       | Suzuki        | +3 Vueltas  |      |
| 17      | Börje Andersson   | Honda         | +3 Vueltas  |      |
| Ret     | Giacomo Agostini  | Yamaha        | Ret         |      |
| Ret     | Paul Smart        | Suzuki        | Ret         |      |
| Ret     | Ingemar Larsson   | Yamaha        | Ret         |      |
| Ret     | Jack Findlay      | Suzuki        | Ret         |      |
| Ret     | Charlie Williams  | Maxton-Yamaha | Ret         |      |
| Ret     | Bosse Granath     | Suzuki        | Ret         |      |
| Ret     | Barry Sheene      | Suzuki        | Ret         |      |
| Ret     | Christian Léon    | Kawasaki      | Ret         |      |
| Ret     | Lars Pahlsson     | Suzuki        | Ret         |      |
| Ret     | Leif Gustafsson   | Yamaha        | Ret         |      |
| Ret     | Ernst Hiller      | König         | Ret         |      |
| Ret     | Johnny Bengtsson  | Husqvarna     | Ret         |      |
| Fuente: |                   |               |             |      |

## Resultados 350cc
En la carrera de 350 cc, el finlandés Teuvo Länsivuori sumó el domingo el segundo triunfo del fin de semana, completando un fin de semana espectacular. El finés no tuvo rival ya que el segundo clasificado, el francés Patrick Pons y el finlandés Pentti Korhonen quedaron muy lejos de él.
| Pos. | Piloto              | Moto            | Tiempo      | Pts. |
| ---- | ------------------- | --------------- | ----------- | ---- |
| 1    | Teuvo Länsivuori    | Yamaha          | 49' 20" 594 | 15   |
| 2    | Patrick Pons        | Yamaha          | +10" 629    | 12   |
| 3    | Pentti Korhonen     | Yamaha          | +18" 210    | 10   |
| 4    | Dieter Braun        | Yamaha          | +38" 177    | 8    |
| 5    | Mick Grant          | Yamaha          |             | 6    |
| 6    | Chas Mortimer       | Yamaha          |             | 5    |
| 7    | Víctor Palomo       | Yamaha          |             | 4    |
| 8    | John Dodds          | Yamaha          |             | 3    |
| 9    | Billie Nelson       | Yamaha          |             | 2    |
| 10   | Olivier Chevallier  | Yamaha          |             | 1    |
| 11   | Tapio Virtanen      | Yamaha          |             |      |
| 12   | Werner Giger        | Yamaha          |             |      |
| 13   | Ulrich Graf         | Yamaha          |             |      |
| 14   | Ingemar Larsson     | Yamaha          |             |      |
| 15   | Pekka Nurmi         | Yamaha          |             |      |
| Ret  | Karl Auer           | Yamaha          | Ret         |      |
| Ret  | Christian Bourgeois | Yamaha          | Ret         |      |
| Ret  | Bo Granath          | Yamaha          | Ret         |      |
| Ret  | Michel Rougerie     | Harley-Davidson | Ret         |      |
| Ret  | Philippe Coulon     | Yamaha          | Ret         |      |
| Ret  | John Williams       | Yamaha          | Ret         |      |
| Ret  | Alex George         | Yamaha          | Ret         |      |
| Ret  | Leif Johansson      | Yamaha          | Ret         |      |
| Ret  | Walter Villa        | Harley-Davidson | Ret         |      |
| Ret  | Børge Nielsen       | Yamaha          | Ret         |      |
| Ret  | Kurt-Ivan Carlsson  | Yamaha          | Ret         |      |
| Ret  | Kjell Solberg       | Yamaha          | Ret         |      |
| DNS  | Giacomo Agostini    | Yamaha          | DNS         |      |

## Resultados 250cc
En el cuarto de litro, la carrera fue ganada sorprendentemente por el japonés Takazumi Katayama, que no dio opción a sus rivales y llegando con 31 segundos de ventaja sobre el italiano Walter Villa y 38 sobre el francés Patrick Pons.
| Pos. | Piloto              | Moto            | Tiempo      | Pts. |
| ---- | ------------------- | --------------- | ----------- | ---- |
| 1    | Takazumi Katayama   | Yamaha          | 46' 58" 052 | 15   |
| 2    | Walter Villa        | Harley-Davidson | +31" 330    | 12   |
| 3    | Patrick Pons        | Yamaha          | +38" 342    | 10   |
| 4    | Chas Mortimer       | Yamaha          | +1' 01" 857 | 8    |
| 5    | Dieter Braun        | Yamaha          | +1' 06" 801 | 6    |
| 6    | Mick Grant          | Yamaha          | +1' 23" 761 | 5    |
| 7    | Tapio Virtanen      | Yamaha          | +1' 23" 875 | 4    |
| 8    | Michel Rougerie     | Harley-Davidson | +1' 34" 948 | 3    |
| 9    | Hans Mühlebach      | Yamaha          |             | 2    |
| 10   | Kjell Solberg       | Yamaha          |             | 1    |
| 11   | Rolf Minhoff        | Maico           |             |      |
| 12   | Charlie Williams    | Yamaha          |             |      |
| 13   | Ingemar Larsson     | Yamaha          |             |      |
| 14   | Per Zachrisson      | Yamaha          |             |      |
| 15   | Eero Hyvärinen      | Yamaha          |             |      |
| 16   | Bo Granath          | Yamaha          |             |      |
| 17   | Kurt-Ivan Carlsson  | Yamaha          |             |      |
| 18   | Stefan Dörflinger   | Yamaha          |             |      |
| 19   | Roland Nilsson      | Yamaha          |             |      |
| 20   | Rustan Corneliusson | Yamaha          |             |      |
| 21   | Bruno Kneubühler    | Yamaha          |             |      |
| Ret  | Tom Herron          | Yamaha          | Ret         |      |
| Ret  | Kent Andersson      | Yamaha          | Ret         |      |
| Ret  | John Dodds          | Yamaha          | Ret         |      |
| Ret  | Christian Bourgeois | Yamaha          | Ret         |      |
| Ret  | Per-Edvard Carlsson | Yamaha          | Ret         |      |
| Ret  | Leif Gistafsson     | Yamaha          | Ret         |      |
| Ret  | Hans Hallberg       | Yamaha          | Ret         |      |
| Ret  | Roland Olsson       | Yamaha          | Ret         |      |
| Ret  | Matti Salonen       | Yamaha          | Ret         |      |
| DNQ  | Reino Eskelinen     | Yamaha          | DNQ         |      |
| DNQ  | Steffan Liebst      | Yamaha          | DNQ         |      |

## Resultados 125cc
En la categoría del octavo de litro, el sueco Kent Andersson afianza aún más sus opciones de llevarse el título mundial al conseguir su tercer triunfo en la categoría. El español Ángel Nieto, uno de los aspirantes, se cayó en la cuarta vuelta por lo que se le aleja las opciones. El holandés Henk van Kessel y el suizo Bruno Kneubühler ocuparon las otras dos plazas del podio.
| Pos. | Piloto              | Moto        | Tiempo     | Pts. |
| ---- | ------------------- | ----------- | ---------- | ---- |
| 1    | Kent Andersson      | Yamaha      | 46' 01" 90 | 15   |
| 2    | Henk van Kessel     | Bridgestone | +10" 31    | 12   |
| 3    | Bruno Kneubühler    | Yamaha      | +23" 27    | 10   |
| 4    | Leif Gustafsson     | Maico       |            | 8    |
| 5    | Johann Zemsauer     | Rotax       |            | 6    |
| 6    | Rolf Minhoff        | Maico       |            | 5    |
| 7    | Lennart Lundgren    | Maico       |            | 4    |
| 8    | Matti Salonen       | Yamaha      |            | 3    |
| 9    | Roland Olsson       | Yamaha      |            | 2    |
| 10   | Ingemar Bengtsson   | Delta       |            | 1    |
| 11   | Goran Alden         | Maico       |            |      |
| 12   | Hans-Jürgen Hummel  | Yamaha      |            |      |
| 13   | Per-Edvard Carlsson | Maico       |            |      |
| 14   | Jan-Inge Persson    | Maico       |            |      |
| 15   | Chris Fisker        | MZ          |            |      |
| Ret  | Harald Bartol       | Suzuki      | Ret        |      |
| Ret  | Ángel Nieto         | Derbi       | Ret        |      |
| Ret  | Otello Buscherini   | Malanca     | Ret        |      |
| Ret  | Eric Offenstadt     | Motobécane  | Ret        |      |
| Ret  | Staffan Liebst      | Yamaha      | Ret        |      |
| Ret  | Gert Bender         | Bender      | Ret        |      |
| Ret  | Eric Offenstadt     | Motobécane  | Ret        |      |
| Ret  | Johnny Svensson     | Yamaha      | Ret        |      |
| Ret  | Hans Hallberg       | Yamaha      | Ret        |      |
| Ret  | Lennart Lindell     | Yamaha      | Ret        |      |
| Ret  | Herbert Rittberger  | Yamaha      | Ret        |      |
| Ret  | Pentti Salonen      | Yamaha      | Ret        |      |
| Ret  | Per Zachrisson      | Yamaha      | Ret        |      |
| Ret  | Horst Seel          | Maico       | Ret        |      |
| DNS  | Leif Rossell        | Maico       | DNS        |      |

## Resultados 50cc
Henk van Kessel finalmente ganó en Suecia una vez más y, naturalmente, sus posibilidades de ganar el título mundial también aumentaron. Van Kessel tuvo un mal comienzo, por lo que Herbert Rittberger estuvo al frente durante siete vueltas. Luego Van Kessel lo pasó por lo que Rittberger fue segundo, mientras que Julien van Zeebroeck acabó tercero.
| Pos. | Piloto               | Moto              | Tiempo     | Pts. |
| ---- | -------------------- | ----------------- | ---------- | ---- |
| 1    | Henk van Kessel      | Van Veen-Kreidler | 30' 34" 48 | 15   |
| 2    | Herbert Rittberger   | Kreidler          | +8" 05     | 12   |
| 3    | Julien van Zeebroeck | Van Veen-Kreidler | +40" 33    | 10   |
| 4    | Gerhard Thurow       | Kreidler          |            | 8    |
| 5    | Otello Buscherini    | Malanca           |            | 6    |
| 6    | Ulrich Graf          | Kreidler          |            | 5    |
| 7    | Rudolf Kunz          | Kreidler          |            | 4    |
| 8    | Jan Huberts          | Kreidler          |            | 3    |
| 9    | Stefan Dörflinger    | Kreidler          |            | 2    |
| 10   | Hans-Jürgen Hummel   | Kreidler          |            | 1    |
| 11   | Theo Timmer          | Jamathi           |            |      |
| 12   | Jan Bruins           | Jamathi           |            |      |
| 13   | Jan-Inge Persson     | Kreidler          |            |      |
| 14   | Kenneth Götesson     | Kreider           |            |      |
| 15   | Jürgen Röller        | Kreidler          |            |      |
| 16   | Ingemar Bengtsson    | Delta             |            |      |
| 17   | Lars Persson         | Penningsson       |            |      |
| 18   | Ove Skifjeld         | Kreidler          |            |      |
| 19   | Jano Meszaros        | Kreidler          |            |      |
| Ret  | Robert Laver         | Puch              | Ret        |      |
| Ret  | Pentti Salonen       | Kreidler          | Ret        |      |
| Ret  | Leif Rossell         | Jamathi           | Ret        |      |
| Ret  | Harald Bartol        | Kreidler          | Ret        |      |
| DNS  | Lennart Lundgren     | Suzuki            | Ret        |      |